# جمعه سیزدهم قسمت ۲
جمعه سیزدهم قسمت ۲ (انگلیسی: Friday the 13th Part 2) فیلمی در ژانر ترسناک به کارگردانی استیو مینر و شان اس کانینگهام است که در سال ۱۹۸۱ منتشر شد.

## بازیگران
- ایمی استیل
- جان فیوری
- آدریانا کینگ
- بتسی پالمر
- کریستین بیکر
- تام مک‌براید
- بیل رندولف
- راسل تاد